# Águilas CF

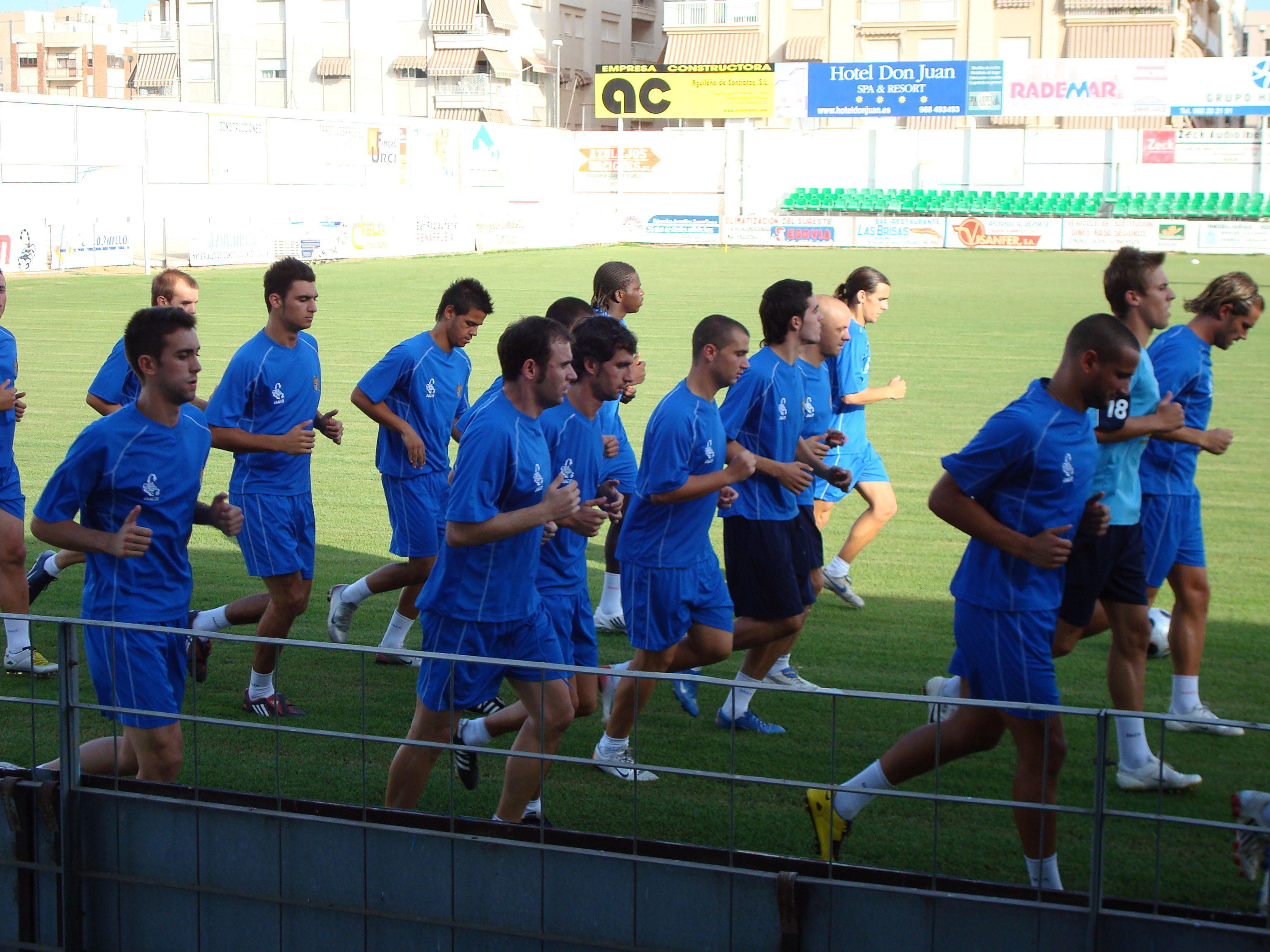
Águilas CF in 2008

Águilas CF was een Spaanse voetbalclub. Het thuisstadion was El Rubial in Águilas in de autonome regio Murcia. Het team speelde zijn laatste vijf seizoenen, van 2005/06 tot en met 2009/10, in de Segunda División B. Het was na Recreativo de Huelva de oudste club van Spanje en speelde in het oudste voetbalstadion van Spanje.

## Historie
Águilas CF wordt opgericht in 1925 door een Engelsman, Juan Gray Watson, of een Spanjaard, Ginés García Abellán. Men is niet zeker wie van de twee nu precies het initiatief nam tot het voetballen in de stad, maar wel is duidelijk dat beiden in 1925 het voetballen introduceerden in Águilas. In die jaren gaat de club als Sporting Club Águilas door het leven, een duidelijke invloed van de Engelsen die destijds in de stad woonden. In 1906 verandert de club van naam om een Spaanse nadruk te geven, zo ontstaat Club Deportivo Águilas.
In 1913 zit Juan Gray Watson een consortium voor van bedrijven dat het initiatief neemt om een sportcomplex te laten bouwen om zo een entree te kunnen vragen voor de wedstrijden en meer inkomsten te derven. Zo wordt het huidige El Rubial geboren. De jaren 20 is de glorieperiode van CD Águilas als de club onverslaanbaar lijkt in de regio. In 1925 verandert de club weer van naam, nu in het huidige Águilas Club de Fútbol. De club kan de glorieperiode niet doorzetten en verdwijnt in de anonimiteit van de lagere voetbalregionen.
In de jaren 50 klimt de club weer omhoog onder leiding van president Armando Muñoz Calero die meerdere topteams naar Águilas weet te lokken. In 1954 speelt de club een vriendschappelijke wedstrijd tegen Real Madrid, de eerste wedstrijd van Alfredo Di Stéfano voor die club, en presenteert het haar huidige logo.
In 1956 wordt de stijgende lijn doorgezet met het debuut in de Tercera División. Hier speelt de club vervolgens tot in 1969. Águilas CF speelt dan tot 1980 in de regionale klasse totdat promotie weer wordt afgedwongen. Daarna verdwijnt de club niet meer uit het professionele voetbal. In 1986 wordt het stadion verkocht aan de gemeente om de schuldenlast te verkleinen. In 1998 promoveert de club naar de Segunda División B, hier verblijft het slechts 2 jaar. Het seizoen 2004/05 promoveert de club weer via een kampioenschap en de gewonnen play-offs. In het daaropvolgende, in totaal derde, seizoen in de Segunda División B eindigt de club als tweede, maar loopt het promotie via de play-offs mis.
In totaal heeft de club 35 jaar in de Tercera División gespeeld en 7 jaar in de Segunda División B. In juli 2010 werd de club opgeheven ten gevolge van de hoge schulden. Slechts enkele dagen na de opheffing ontstond een nieuwe club, Águilas FC.

## Gewonnen prijzen
- Tercera División: 1993/94 en 2004/05